# Dayana Mendoza
Dayana Sabrina Mendoza Moncada (Caracas, 1 de junho de 1986) é uma rainha da beleza venezuelana, Miss Venezuela 2007 e Miss Universo 2008.
Ela foi a quinta venezuelana a vencer este concurso. A última vitória da Venezuela no Miss Universo havia sido em 1996, com a candidata Alicia Machado.
Ela reside em Nova Jersey, Estados Unidos.

## Biografia
Dayana começou a trabalhar como modelo aos 12 anos, incentivada por seus pais e em 2001 ela entrou para a agência Elite Model Management e trabalhou em países como Itália, França, Estados Unidos, Grécia, Espanha e Alemanha para estilistas como Max Mara e outros.
Cerca de um ano antes de ser eleita Miss Universo, Dayana foi vítima de um sequestro-relâmpago em seu país. Sobre isso ela disse: "Foi uma situação muito dura, mas aprendi a manter a calma em situações difíceis.
É poliglota, falando espanhol, italiano e inglês. 

## Participação em concursos de beleza

### Miss Venezuela 2007
Ela participou do Miss Venezuela pelo estado do Amazonas e derrotou outras 27 candidatas no Miss Venezuela 2007 no dia 13 de setembro desse mesmo ano.

### Miss Universo 2008
No dia 13 de julho de 2008, no Miss Universo 2008 ela derrotou outras 79 concorrentes e ganhou os seguintes prêmios: uma tiara no valor de 120 000 dólares e outros prêmios como dinheiro e roupas, viagens e a possibilidade de morar num apartamento em Nova York.

#### Polêmica com fotos de nudez
No início de agosto, poucas semanas depois de eleita, o jornal colombiano El Heraldo de Barranquilla divulgou fotos onde Dayana aparecia seminua - há uma regra no concurso que proíbe fotos de nudez - e a imprensa noticiou que ela poderia perder a coroa. No entanto, a MUO (Miss Universe Organization) negou que isso pudesse acontecer, dizendo que eram fotos artísticas para fins publicitários. 

#### Trabalhos como Miss Universo
Durante seu reinado, Dayana trabalhou no combate ao HIV/AIDS, visitando hospitais e participando de campanhas e viajou para vários países para coroar misses.
Em setembro de 2008, fez sua primeira visita a seu país de origem após a eleição de Miss Universo. Além da Venezuela, Dayana como Miss Universo já visitou outros países, como Vietnã, Indonésia, Singapura, Porto Rico, Itália, Espanha, França, Nicarágua, Ucrânia, República Checa, Bahamas, Rússia, El Salvador, Emirados Árabes Unidos, Brasil, entre outros.
No dia 9 de maio de 2009, Dayana participou como convidada especial da 55ª edição do concurso Miss Brasil, em São Paulo.
Pouco antes de entregar a coroa, ela disse que uma das situações que mais a comoveu foi o pedido de um pai, durante uma viagem à Nicarágua, para que ela ajudasse o filho doente de AIDS.
Também pouco antes de encerrar seu trabalho, ela envolveu-se numa polêmica após uma viagem a Guantánamo, ao declarar que era "um lugar relaxante e maravilhoso". Sua falara mereceu notas e críticas de vários jornais, como o The Telegraph e a BBC, e em seu próprio país.

#### Back-to-Back
Dayana foi a primeira e até agora a única Miss Universo a coroar como sucessora uma conterrânea. Ela passou a faixa para outra venezuelana, Stefania Fernández, eleita Miss Universo 2009.

## Vida após o Miss Universo
Logo após coroar sua sucessora, Dayana foi presença constante na mídia e em campanhas publicitárias. Em 2012 ela foi uma das participantes do reality Celebrity Apprentice onde se envolveu numa polêmica com outra participante que a chamou de "atrasada". Durante o programa, doou os 20 mil dólares ganhos numa prova para a Comissão Latina sobre AIDS. Em 2013 esteve, a convite de um estilista venezuelano, no NYFW.
Ela se formou em atuação na New York Film Academy, curso que foi parte de seus prêmios como Miss Universo.

### Casamento, divórcio e filhos
Dayana casou-se com Michael Pagano em 2013 e o casal teve uma filha em outubro de 2015.
Dayana e Michael se divorciaram em 2016. 

### Religião
Em agosto de 2020, Dayana apareceu sendo batizada como integrante da Life Christian Church de Nova Jersey, onde mora. "Sempre tive uma ligação imensa com Deus e só me senti atraída por Jesus, a aprender com Ele. Embora tenha procurado nos lugares errados por falta de noção, onde a verdade eterna não perdura e não está a bênção de Deus, nunca tive dúvidas do meu sentimento por Nosso Salvador e nunca perdi o desejo de estar mais perto Dele, então continuei procurando", disse então.